# NFL sezona 1927.
NFL sezona 1927. je 8. po redu sezona nacionalne lige američkog nogometa.
U sezoni 1927. natjecalo se samo 12 momčadi zbog odluke lige da eliminira momčadi s financijskim problemima. Sezona je počela 19. rujna, a završila je 19. prosinca 1927. Prvacima su proglašeni New York Giantsi.

## Poredak na kraju sezone
| Momčad                   | Pob | Por | Ner | %    |
| ------------------------ | --- | --- | --- | ---- |
| New York Giants*         | 11  | 1   | 1   | 91,7 |
| Green Bay Packers        | 7   | 2   | 1   | 77,8 |
| Chicago Bears            | 9   | 3   | 2   | 75,0 |
| Cleveland Bulldogs       | 8   | 4   | 1   | 66,7 |
| Providence Steam Roller  | 8   | 5   | 1   | 61,5 |
| New York Yankees         | 7   | 8   | 1   | 46,7 |
| Frankford Yellow Jackets | 6   | 9   | 3   | 40,0 |
| Pottsville Maroons       | 5   | 8   | 0   | 38,5 |
| Chicago Cardinals        | 3   | 7   | 1   | 30,0 |
| Dayton Triangles         | 1   | 6   | 1   | 14,3 |
| Duluth Eskimos           | 1   | 8   | 0   | 11,1 |
| Buffalo Bisons           | 0   | 5   | 0   | 0,0  |

Napomena: * - proglašeni prvacima, % - postotak pobjeda

## Vanjske poveznice
- Pro-Football-Reference.com, statistika sezone 1927. u NFL-u